# District de Baden (Autriche)
Pour les articles homonymes, voir Baden.
Le district de Baden est une subdivision territoriale du Land de Basse-Autriche en Autriche.

## Géographie

### Lieux administratifs voisins
| District de Wien-Umgebung, District de Sankt Pölten-Land | District de Mödling              | District de Wien-Umgebung                   |
| District de Lilienfeld                                   |                                  | District de Bruck an der Leitha             |
|                                                          | District de Wiener Neustadt-Land | District d'Eisenstadt-Umgebung (Burgenland) |

## Communes
Le district de Baden est subdivisé en 30 communes :
- Alland
- Altenmarkt an der Triesting
- Baden
- Bad Vöslau
- Berndorf
- Blumau-Neurisshof
- Ebreichsdorf
- Enzesfeld-Lindabrunn
- Furth an der Triesting
- Günselsdorf
- Heiligenkreuz bei Baden
- Hernstein
- Hirtenberg
- Klausen-Leopoldsdorf
- Kottingbrunn
- Leobersdorf
- Mitterndorf an der Fischa
- Oberwaltersdorf
- Pfaffstätten
- Pottendorf
- Pottenstein
- Reisenberg
- Schönau an der Triesting
- Seibersdorf
- Sooss
- Tattendorf
- Teesdorf
- Traiskirchen
- Trumau
- Weissenbach an der Triesting